# Kim Thái Tông
Kim Thái Tông (chữ Hán: 金太宗; 1075 - 9 tháng 2, 1135), là vị hoàng đế thứ hai của nhà Kim trong lịch sử Trung Quốc, trị vì từ năm 1123 đến năm 1135.
Ông là hoàng đế thứ 2 trong 10 hoàng đế nhà Kim, trị vị giai đoạn 1123-1135. Tên thật là Hoàn Nhan Ngô Khất Mãi (chữ Hán: 完顏吳乞買, bính âm: Wányán Wúqǐmǎi). Tên Hán của ông là Hoàn Nhan Thịnh (chữ Hán: 完顏晟). Ông là con trai thứ tư của Hoàn Nhan Hặc Lý Bát (完顏劾里鉢) và Dực Giản hoàng hậu Noa Lãn thị; em trai Kim Thái Tổ. Niên hiệu trong thời kỳ trị vì của ông là Thiên Hội (天會, 1123-1135). Ông được các hậu duệ của mình tôn xưng miếu hiệu là Kim Thái Tông, thụy hiệu là Thể nguyên Ứng vận Thế đức Chiêu công Triết huệ Nhân thánh Văn liệt hoàng đế (体元应运世德昭功哲惠仁圣文烈皇帝).
Tháng giêng năm 1124, nhằm liên hiệp với Tây Hạ (đời vua Tây Hạ Sùng Tông) để diệt Liêu, Kim Thái Tông cắt đất Liêu cũ ở phía bắc Hạ Trại và phía nam Âm Sơn cho Tây Hạ, Tây Hạ chuyển sang xưng thần với Kim. 
Ngày 26 tháng 3 năm 1125, vua Liêu Thiên Tộ Đế bị tướng Kim là Hoàn Nhan Lâu Thất bắt được ở Ứng Châu, sang tháng 8 thì bị giải đến Thượng Kinh của nhà Kim (nay thuộc A Thành, Hắc Long Giang), bị Kim Thái Tông Hoàn Nhan Thịnh giáng làm Hải Tân vương và bị giam cầm. Nhà Liêu kéo dài tổng cộng 210 năm (bao gồm cả Khiết Đan), trải qua 9 vị đế vương đến đây kết thúc. Người Nữ Chân đã trả thù cho vương quốc Bột Hải từng bị người Khiết Đan tiêu diệt vào năm xưa. 
Ông là người đã tiêu diệt nhà Bắc Tống và chính là người đã chỉ dụ phế hai hoàng đế Bắc Tống là Tống Huy Tông và Tống Khâm Tông làm thứ nhân ngày 20 tháng 3 năm 1127. (Năm Tĩnh Khang thứ 2 nhà Bắc Tống)

## Gia đình

### Vợ
- Khâm Nhân hoàng hậu Đường Quát thị , hoàng hậu duy nhất của Kim Thái Tông.

### Con cái
- Con trưởng: Tống quốc vương Hoàn Nhan Tông Bàn, tên Nữ Chân là Bồ Lỗ Hổ.
- Bân vương Hoàn Nhan Tông Cố, tên Nữ Chân là Hồ Lỗ.
- Đại vương Hoàn Nhan Tông Nhã, tên Nữ Chân là Hộc Lỗ Bổ.
- Từ vương Hoàn Nhan Tông Thuận, tên Nữ Chân là A Lỗ Đái.
- Con trai thứ tư[4]: Ngu vương Hoàn Nhan Tông Vĩ, tên Nữ Chân là A Lỗ Bổ.
- Con trai thứ ba[4]: Đằng vương Hoàn Nhan Tông Anh, tên Nữ Chân là Hộc Sa Hổ.
- Tiết vương Hoàn Nhan Tông Ý, tên Nữ Chân là A Lân.
- Nguyên vương Hoàn Nhan Tông Bản, tên Nữ Chân là A Lỗ.
- Dực vương Hoàn Nhan Cốt Lại
- Phong vương Hoàn Nhan Tông Mỹ, tên Nữ Chân là Hồ Lý Giáp.
- Vận vương Hoàn Nhan Thần Thổ Môn
- Hoắc vương Hoàn Nhan Hộc Bột Thúc
- Sái vương Hoàn Nhan Oát Liệt
- Tất vương Hoàn Nhan Tông Triết, tên Nữ Chân là Cốt Sa.